# Управління грошового обігу Аоминя
Управління грошового обігу Аоминя (порт. Autoridade Monetária de Macau, кит.: 澳門金融管理局) — структурний підрозділ адміністрації Спеціального адміністративного району Макао, що виконує окремі функції центрального банку.

## Історія
У 1902 році в Макао відкрито агентство португальського Національного заморського банку. У 1905 році банк отримав виняткове право на випуск банкнот в патаках. Випуск банкнот в обіг початий 27 січня 1906 року.
В період японської окупації емісія агентства Національного заморського банку продовжувалася під контролем окупаційних властей. У 1945 році агентство знов перейшло під контроль Португалії, були випущені банкноти нового зразка.
У 1980 році створений Емісійний інститут Макао (Instituto Emissor de Macau), якому передано право емісії. Національний заморський банк продовжив випуск банкнот як агент Емісійного інституту.
1 липня 1989 року створено Управління грошового обігу і валютних операцій Макао (Autoridade Monetaria e Cambial de Macau).
За китайсько-португальською угодою в жовтні 1995 року Банк Китаю став другим банком, що має право емісії патаки (50% емісій).
Після передачі макао Китаю створено Управління грошового обігу Аоминя (підрозділ адміністрації району).

## Функції Управління
- Консультації і підготовка вирішень адміністрації району по питаннях фінансів, кредиту і страхування;
- Координація і спостереження за грошово-кредитними, фінансовими, валютними і страховими ринками;
- Контроль і підтримка внутрішньої грошово-кредитної стабільності і зовнішньої платоспроможності патаки, забезпечення її повної оборотності;
- Здійснення функцій центрального депозитарію, управління валютними резервами і іншими активами адміністрації району;
- Контроль стабільності фінансової системи.